# Йоан Аксух
Йоан Аксух (на гръцки: Ιωάννης Άξούχ, Ἀξοῦχος) е главнокомандващ (велик доместик) на византийската армия при управлението на император Йоан II Комнин (1118 – 1143) и през ранните години от управлението на неговия син Мануил I Комнин (1143 – 1180). Вероятно е служил и като началник на гражданската администрация на Византийската империя.

## Биография

### Произход и приятелство с Йоан II
Йоан Аксух е турчин по произход (наричан е погрешно „персиец“ от Йоан Кинам). Като дете той е бил заловен в Никея през 1097 г. Даден на Алексий I Комнин като подарък, той е отгледан в императорския дом. Докато расте, Аксух е постоянен спътник на Йоан Комнин, наследника на Алексий I. Когато се възкачва на престола като Йоан II през 1118 г., Йоан назначава Аксух за велик доместик с придворната титла севаст. Той остава единственият приятел и довереник на императора и всички членове на императорското семейство били задължени да му се покланят. След осуетяването на заговора срещу Йоан II и живота му, организиран от сестра му Анна и нейния съпруг Никифор Вриений (който предал заговора), Йоан II се опитал да даде на Аксух конфискуваното имущество на сестра си. Аксух мъдро отказал, тъй като осъзнал, че това би влошило още повече отношенията му с останалите членове на императорското семейство и би го направило непопулярен сред висшата аристокрация. Аксух също так помолил императора да помилва Анна, след което братът и сестрата се помирили, поне до известна степен.
Благодарение отчасти на способностите на Аксух новият император успява да се справи с първоначалните трудности при утвърждаването на властта си над императорското семейство, без да го отчуждава напълно от себе си. Поради тази вътрешна стабилност Йоан II успява да се съсредоточи върху агресивната си външна политика през по-голямата част от управлението си.
Императорът е бил активен воин, провеждал кампании на Балканите, в Анатолия и в Сирия, в които той и Аксух често си сътрудничат. При превземането на Лаодикия от селджукските турци през 1119 г. Аксух ръководи обсадата, която след това позволява на Йоан II да постигне бърза победа, след като се явява на сцената на бойните действия. Тази кампания отваря сухопътния път през Анатолия до Анталия и Киликия.
Когато се бие срещу печенегите на Балканите през 1122 г., Аксух е ранен в крака или стъпалото (виж Битката при Бероя). Аксух също участва активно в кампаниите от 1137 – 1138 г. в Киликия, Антиохия и Северна Сирия, по време на които е ранен за пореден път.
През 1143 г., докато се подготвя да завладее кръстоносна Антиохия, Йоан II умира след злополука по време на лов в Киликия. Йоан Аксух изиграва важна роля в осигуряването на контрола върху Константинопол за избрания от Йоан II наследник, по-малкия му син Мануил I Комнин, срещу възможните претенденти в лицето на по-големия му брат и чичо му, и двамата с името Исак. Оставяйки Мануил и армията в Киликия, Аксух поема бързо към столицата и достига Константинопол, преди новината за смъртта на Йоан II да е достигнала града; веднъж пристигнал в столицата, той осигурява контрол над императорските съкровищници и регалии, както и върху особите на двамата принцове, които затворил в манастира „Пантократор“. Поради това възцаряването на Мануил I не среща активна опозиция. Аксух остава верен на желанието на покойния Йоан II, въпреки че е записано, че той се е опитвал усилено да убеди умиращия император, че по-големият му син Исак е по-подходящ за престола.
Някои източници сочат, че Аксух е бил много привързан към Исак и поне в началото на царуването си Мануел I е бил подозрителен към всеки намек за тайно съглашателство между брат му и Аксух. След като идва на власт обаче, Мануил потвърждава позицията на Аксух като велик доместик. Аксух е отговорен и за въвеждането на специална клетва за вярност към новия император в церемонията по коронясването – практика, която продължава до края на империята.

### Управление на Мануил I
По време на кампания през 1145 – 1146 г. на императорската маса възниква разгорещен дебат, в който било направено сравнение между бойните качества на Мануил I и баща му. Йоан Аксух обидно възхвалил качествата на Йоан II в ущърб на Мануил I и бил шумно подкрепен от брата на Мануил Исак. Раздразнението се разпалило и Исак нападнал с меч своя братовчед, бъдещия император Андроник, но ударът бил отразен от императора с помощта на друг роднина. Аксух бил наказан заради страната, която взел в спора, като бил лишен от привилегията да носи императорския печат. Епизодът е показателен за интеграцията на Аксух в императорското семейство. Предполага се, че носенето на императорския печат от Аксух преди 1145 – 1146 г. означава, че в допълнение към военните си задължения Аксух е бил и ръководител на гражданската администрация на империята. Това била неофициална длъжност, известна по онова време като мезадзон и еквивалентна на везир или „министър-председател“.
Йоан Аксух командва силите, действащи срещу норманите от Сицилия в Корфу (1148 – 1149), първоначално като командир на сухопътните сили, докато великият дука Стефан Контостефан командвал флота, но след смъртта на последния през 1149 г. Аксух поема командването на цялата експедиция. Когато избухват стълкновения между византийската армия и съюзниците венецианци, Аксух се опитва да посредничи. В крайна сметка обаче той е принуден да изпрати охрната си, за да потуши безредиците със сила. Силите на Аксух принуждават норманите да се подчинят през 1149 г., те предават своите укрепления и се оттеглят от острова. Смята се, че Йоан Аксух е починал скоро след това, вероятно през 1150 г. или най-късно в началото на 1151 г.
Не е изненадващо, че за някого, отгледан от Алексий I, Аксух е бил много добре образован. Той притежавал жив интерес към теологията и е известно, че е отправил тълкувателни въпроси на теолога Николай от Метона относно естеството на „обитаването на Светия Дух в апостолите“. Известно е, че император Мануил I лично е притиснал Николай да представи аргументиран отговор на запитването на Аксух.

## Наследство
Йоан II ръководи лично практически всички важни военни кампании, проведени по време на неговото управление; в резултат на това обстоятелство Аксух е един от малкото византийски командири от този период, който получава вниманието на съвременните историци и хронисти.
Способностите и характерът на Аксух са признати и възхвалявани от неговите съвременници. Така Михаил Италик го нарича „Кулата на Ромейската империя“ и „непобедим вал“, докато писатели като Николай Василаки или епископ Николай от Метона му посвещават произведения. Историкът Никита Хониат, роден малко след смъртта на Аксух, дава следното описание на качествата на Йоан Аксух:
„Ръцете му не само били опитни във войната, но също така били бързи и ловки в извършването на добри дела. Освен това благородството и щедростта на ума му доста засенчили скромния му произход и направили Аксух обичан от всички.“
Предполага се, че фамилията на Аксух, предвид техния турски произход, е формирала проселджукска фракция във византийския двор и е била в опозиция на прозападната (латинска) клика. Поради взаимното проникване на елитите във византийския и селджукския двор, редица високопоставени византийци преминават към селджуките (включително един племенник на император Йоан II), а дипломатическите канали винаги били достъпни дори по време на периоди на открита война.

## Семейство
Йоан имал син на име Алексий, който се жени за Мария Комнина, внучка на император Йоан II от неговия най-голям син и съимператор Алексий (починал през 1142 г.) Алексий Аксух е назначен за протостратор, втори командир на византийската армия. През 1167 г. той е обвинен в държавна измяна и е принуден да влезе в манастир. Дъщерята на Йоан Аксух, Евдокия Аксухина, се омъжва за Стефан Комнин, далечен племенник на император Алексий I Комнин.

## Препратки
1. 1 2 3  Cinnamus 1976, стр. 5.21–5.22.
2. 1 2 3  Kazhdan & Cutler 1991, с. 239.
3. ↑  В някои източници Аксух е наричан и роб. Според един закон на император Юстиниан I всеки военнопленник придобивал робски статут, което често било и обратимо. Малко вероятно е най-близкият довереник на престолонаследника да е бил роб, поради което най-вероятно робският статут на Аксух бил отменен рано.
4. ↑  Choniates 1984, с. 7; Angold 1984, с. 152.
5. ↑  Choniates 1984, с. 8-9.
6. ↑  Angold 1984, с. 152 – 153.
7. 1 2 3  Brand 1989, стр. 5.
8. ↑  Magdalino 2002, с. 195; Guilland 1967, с. 407.
9. ↑  Treadgold 1997, с. 638–639; Choniates 1984, с. 29; Magdalino 2002, с. 195.
10. ↑  Choniates 1984, с. 46.
11. ↑  Guilland 1967, с. 407.
12. ↑  Magdalino 2002, с. 192.
13. ↑  Magdalino 2002, с. 254.
14. 1 2  Guilland 1967, с. 408.
15. ↑  Choniates 1984, с. 48.
16. ↑  Kazhdan & Cutler 1991, с. 239; Guilland 1967, с. 408.
17. ↑  Brand 1989, с. 6.
18. ↑  Choniates 1984.
19. ↑  Angold 1984, с. 190.
20. ↑  Kazhdan & Cutler 1991, с. 239; Cinnamus 1976, с. 227; Choniates 1984, с. 59.
21. ↑  Kazhdan & Cutler 1991, с. 239; Cinnamus 1976, с. 129.